# Boléron

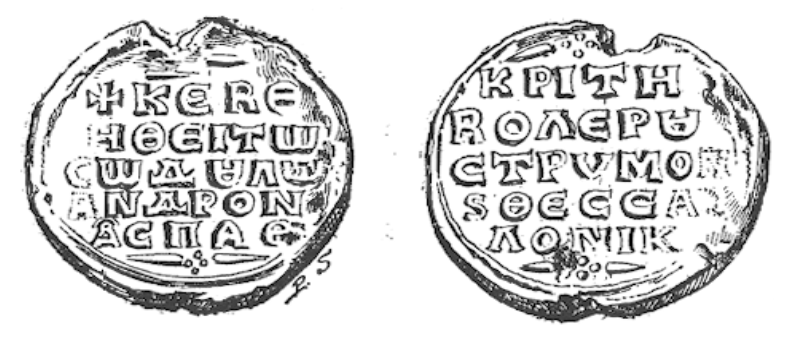
Sceau d'Andronikos, protospatharios et krites des thèmes de Boleron, Strymon et Thessalonique.

Le Boléron (en grec byzantin Βολερόν / Bolerón) est une région de l'Empire byzantin en actuelle Thrace, située entre les Rhodopes et la mer, et limitée à l'Ouest par le Nestos et à l'Est par le défilé des Korpiles. Il devient une région administrative au XIe siècle, et un thème à part entière, attesté dans le typikon de Grégoire Pakourianos à la fin du siècle : il compte alors au moins deux banda à Mosynopolis et Périthéorion. Il fusionne ensuite avec les thèmes de Thessalonique et de Strymon.
La région tombe sous la domination du royaume latin de Thessalonique après la Quatrième croisade (1204).